# Ariane Friedrich
Ariane Friedrich, nata Tempel (Nordhausen, 10 gennaio 1984) è un'altista tedesca.

## Biografia
Nel corso della sua carriera ha vinto i Campionati europei juniores 2003 di Tampere e ha poi raccolto nelle Olimpiadi Universitarie tre medaglie: il bronzo a Smirne 2005, l'argento a Bangkok 2007 e l'oro a Belgrado 2009.
Nel 2008 è stata ottava ai Mondiali indoor di Valencia, settima alle Olimpiadi di Pechino e a settembre, a Bruxelles, ha vinto l'ultimo meeting della Golden League. Nel 2009 si è aggiudicata la medaglia d'oro agli Europei di Torino e il primo meeting della Golden League a Berlino, dove ha realizzato la sua miglior prestazione con un salto di 2,06 m migliorando anche il primato nazionale tedesco, detenuto da 18 anni da Heike Henkel. Ai Mondiali di Berlino, nonostante il sostegno del pubblico, si è fermata a 2,02 m dietro la croata Blanka Vlašić e la russa Anna Čičerova, conquistando la medaglia di bronzo, diventata poi d'argento, in seguito alla squalifica retroattiva per doping della saltatrice russa. Si ripeterà l'anno successivo agli Europei di Barcellona conquistando un'altra medaglia di bronzo sempre alle spalle di Blanka Vlašić e della svedese Emma Green.
Tesserata per l'Eintracht di Francoforte, Ariane Friedrich è stata campionessa tedesca nel 2004, 2007, 2008 e 2009 (indoor nel 2006, 2008 e 2009).

### Vita privata
Dal 2012 è legata sentimentalmente all'ex bobbista André Lange e il 12 settembre 2014 è nata la loro figlia Amy.

## Palmarès
| Anno | Manifestazione   | Sede       | Evento        | Risultato | Prestazione | Note |
| ---- | ---------------- | ---------- | ------------- | --------- | ----------- | ---- |
| 2003 | Europei juniores | Tampere    | Salto in alto | Oro       | 1,88 m      |      |
| 2005 | Europei under 23 | Erfurt     | Salto in alto | Bronzo    | 1,90 m      |      |
| 2005 | Universiadi      | Smirne     | Salto in alto | Bronzo    | 1,88 m      |      |
| 2007 | Europei indoor   | Birmingham | Salto in alto | 11ª       | 1,87 m      |      |
| 2007 | Universiadi      | Bangkok    | Salto in alto | Argento   | 1,90 m      |      |
| 2008 | Mondiali indoor  | Valencia   | Salto in alto | 8ª        | 1,93 m      |      |
| 2008 | Olimpiadi        | Pechino    | Salto in alto | 4ª        | 1,96 m      |      |
| 2009 | Europei indoor   | Torino     | Salto in alto | Oro       | 2,01 m      |      |
| 2009 | Universiadi      | Belgrado   | Salto in alto | Oro       | 2,00 m      |      |
| 2009 | Mondiali         | Berlino    | Salto in alto | Argento   | 2,02 m      |      |
| 2010 | Europei          | Barcellona | Salto in alto | Bronzo    | 2,01 m      |      |
| 2012 | Olimpiadi        | Londra     | Salto in alto | 14ª       | 1,93 m      |      |

## Altre competizioni internazionali
2009
- Campionati europei a squadre di atletica leggera ( Leiria)